# Le Veurdre
Le Veurdre é uma comuna francesa na região administrativa de Auvérnia-Ródano-Alpes, no departamento Allier. Estende-se por uma área de 21,25 km². Em 2010 a comuna tinha 465 habitantes (densidade: 21,9 hab./km²).